# Strzelce Krajeńskie
Strzelce Krajeńskie (německy Friedeberg) jsou město v Polsku v Lubušském vojvodství v okrese Strzelce-Drezdenko. Leží 26 km severovýchodně od Gorzówa, 100 km severovýchodně od Poznaně. V roce 2024 zde žilo 9 683 obyvatel.

## Partnerská města
- Angermünde, Německo
- Jammerbugt, Dánsko
- Tornesch, Německo